# Dub oregonský

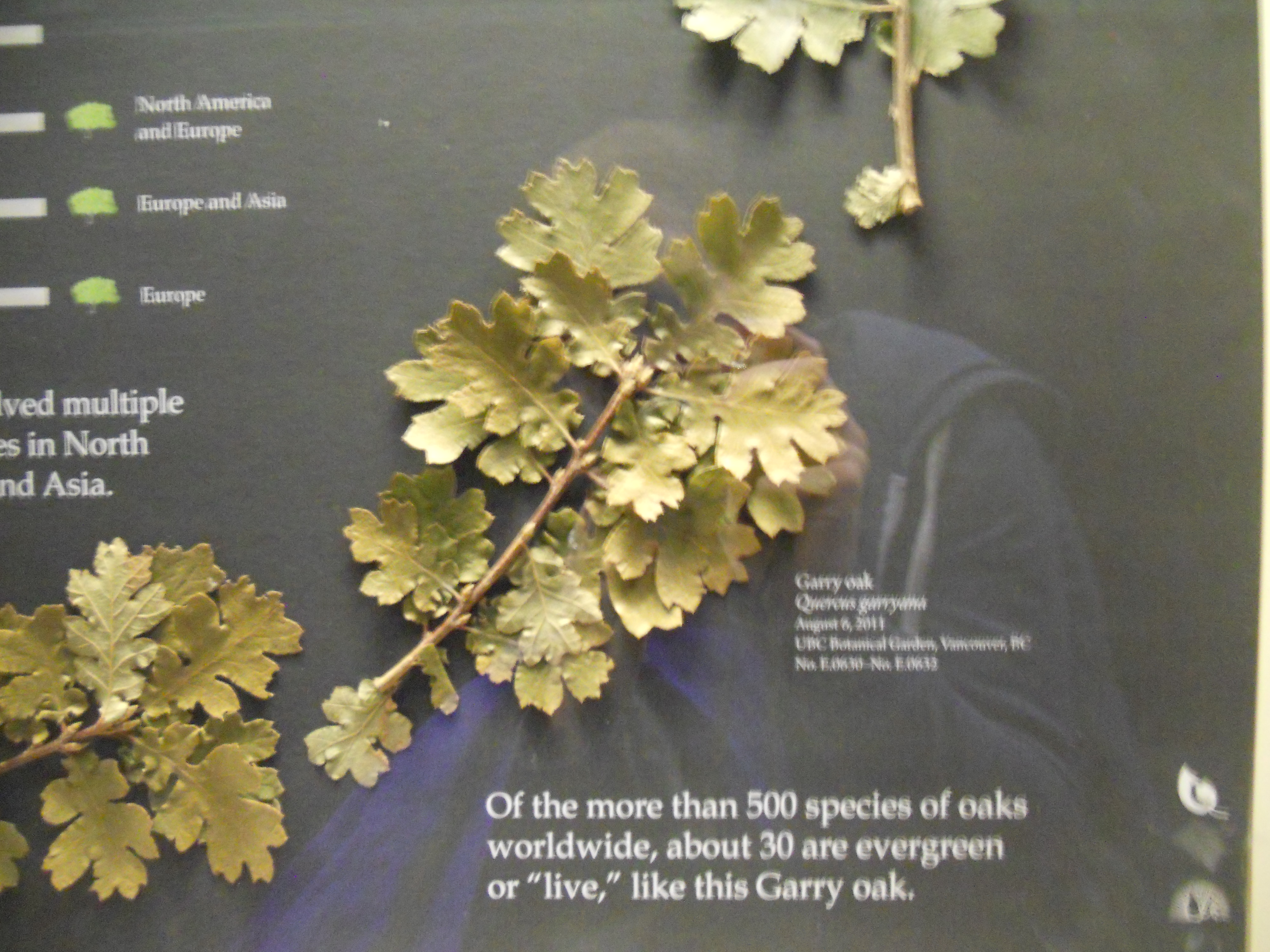
Listy

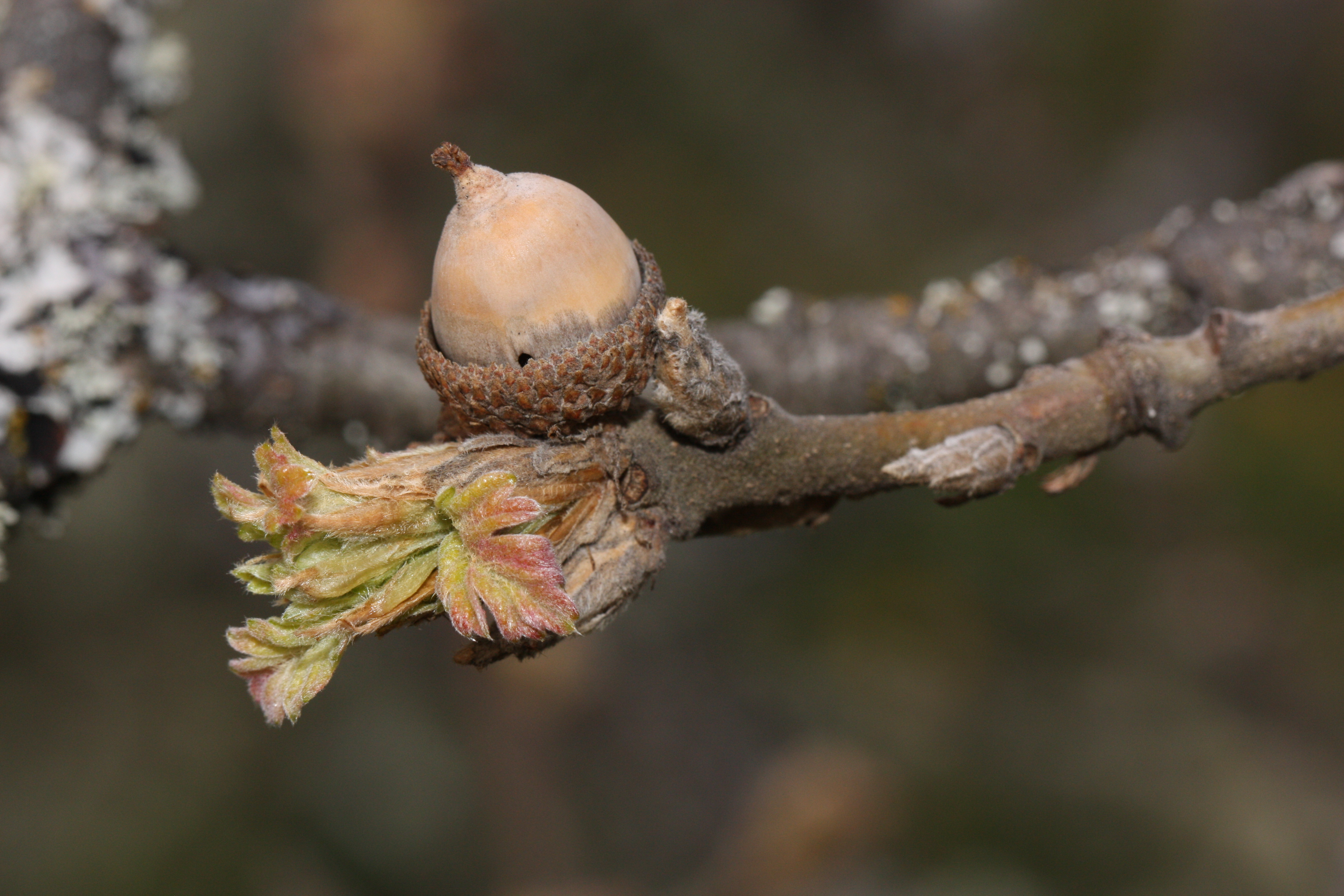
Žalud

Dub oregonský (Quercus garryana) je opadavý, jednodomý, listnatý strom. Roste poměrně pomalu, vyrůstá do výše 25 až 30 m a dožívá se 250 i více let. Je původním druhem ze západu Severní Ameriky a jeho populace je IUCN hodnocená jako stabilní. Druhové jméno garryana získal po Nicholasi Garrymu, tehdejším zástupci ředitele významné Obchodní společnosti Hudsonova zálivu.

## Rozšíření
Dřevina se vyskytuje na západě Kanady (v provincii Britská Kolumbie) a západě Spojených států amerických (ve státech Washington, Oregon a Kalifornie), nejvíce je rozšířena na západních svazích Kaskádového pohoří. Roste v pásu dlouhém přes 15° zeměpisné šířky (přes 1600 km) rozprostírající se podél pobřeží Pacifiku. Na severu od ostrova Vancouver (od 50° severní zeměpisné šířky) po okres Los Angeles na jihu Kalifornie (téměř k 34° s. z. š.). V České republice dub oregonský roste v zámeckém parku v Průhonicích.

## Ekologie
Stanoviště těchto stromů jsou v rozdílných klimatických podmínkách, od chladných a vlhkých v blízkosti pobřeží na severu, až po horké a suché ve vnitrozemských údolích na jihu. Vyrůstají v nadmořské výšce od 200 m n. m. téměř po 2300 m. Průměrná roční teplota se v závislosti na poloze stanoviště pohybuje od +8 do +18 °C, v nejstudenějším měsíci lednu je od -11 do +10 °C a v nejteplejším červenci od +16 do +29 °C. Úhrnné roční srážky bývají v rozmezí od 170 po 2600 mm, průměrná doba bez mrazu se pohybuje od 63 po 282 dnů. Staré stromy mají hrubou kůru a jsou odolné vůči ohni.
Dřeviny tohoto druhu mohou růst na široké škále stanovišť, což je výhodné zvláště v případech, kdy vhodná místa již bývají zaplněná vyššími a rychle rostoucími druhy. Dub oregonský proto většinou roste na místech jiným stromům nevyhovujícím, například kde je půda mělká a kamenitá, na suchých jižních svazích či ve vnitrozemských údolích ve srážkovém stínu. Dobře se mu daří také podél řek v písčitých naplaveninách i v těžkých jílovitých půdách, jež jsou během vlhkého období dlouhodobě hodně mokré a v průběhu suchého zase silně vyprahlé. Roste převážně v půdách kyselých s pH v rozsahu od 4,8 po 5,9. Je klasifikován jako středně tolerantní až netolerantní vůči stínu, je však schopen se přiměřeně reprodukovat ve vlastní stínu.
Roste někdy v čistých, uzavřených porostech s minimem příměsí stromů jiných rodů, jindy ve směsi s jinými listnatými či jehličnatými stromy, občas také rozptýleně v menších skupinkách či jednotlivě v prérii i v blízkosti obdělávané zemědělské půdy. Jeho společenstva jsou velmi rozdílná s ohledem na různorodost půdních podmínek, klimatu, topografie, případně i na intenzitu pastvy dobytka a hojnost lesních požárů. Nejčastějším podrostem uvnitř lesa bývají keře škumpy a pámelníku, po lesních okrajích zase různé širokolisté byliny. Kvete poměrně pozdě, v závislosti na svém stanovišti od března do června. Květy se objevují současně s novými listy, plody dozrávají od pozdního srpna do listopadu. Ploidie druhu je 2n = 24.
Občas se vyskytuje, převážně v Kalifornií, také v keřovité formě, kdy vytváří husté nepravidelné polokulovité keře ne vyšší 5 m. Tito jedinci bývají někdy klasifikování jako variety Quercus garryana var.'breweri' nebo Quercus garryana var. 'semota'.

## Popis
Opadavý jednodomý strom dorůstající do průměrné výšky 15 až 25 m, který má štíhlý kmen s nepravidelnou, často protáhlou, polokulovitou korunou. Přestože jeho hlavní kořen sahá velmi hluboko, má i velké množství kořenů nehluboko pod povrchem půdy. Kůra stromu je světle šedá až špinavě bílá a již brzy v mládí hluboce rozbrázděna. Letorosty jsou v prvém roce měkce plstnaté, červené až žluté, v druhém roce postupně olysávají, pupeny mají hnědé nebo nažloutlé, vejčité a na konci špičaté. Větve jsou porostlé střídavými, 3 až 12 cm velkými listy s 5 až 10 mm dlouhým řapíkem. Čepel listu je v obryse obvejčitá, eliptická až kulatá a na každé straně má 3 až 5 velkých, široce vejčitých, podlouhlých až lopatkovitých, tupých, po obvodě celokrajných nebo zubatých laloků, výkrojky mezi laloky dosahují hluboko, téměř ke střednímu žebru. Na každé straně hlavní žíly listu bývá čtyři až sedm žilek sekundárních. Listy jsou na svrchní straně tmavě zelené a na spodní světlejší a měkce chlupaté či lysé.
Květenství i samotné květy jsou jednopohlavné. Samčí bezobalné květy s jednou tyčinkou s prašníkem jsou sestaveny do štíhlých květenství jehněd, která vyrůstají z pupenů na stávajících větvičkách i z konců vyvíjejících se nových větviček. V plné zralosti bývají jehnědy dlouhé od 3 do 10 cm a mívají světle žlutou barvu. I blízko sebe rostoucí jehnědy jsou v různých fázích zralosti, po postupném vyprášení pylu vyblednou, zkřehnou a opadnou. Samičí květy jsou malé, uzavřené jsou tmavě červeně zbarvené a jsou pokryté bělavými chlupy. Jsou přisedlé v úžlabí nově se vyvíjejících listů jednotlivě nebo až po šesti v chudém vidlanu asi 2 cm dlouhém, dva květy bývají u báze osy vidlanu a zbytek je usazen po jeho délce a na špičce, bývají v nestejném stupni dospělosti. Otevřený samičí květ je velmi úzký, uvnitř nažloutlý a obsahuje pouze semeník s drobnou bliznou. Kvetení se dostává do plné intenzity, když mají rašící listy přibližně poloviční velikost. Listy následně asi do týdne dorostou, suché jehnědy opadnou a kvetení, při kterém opylení zajišťoval vítr, skončilo.
Z opylených samičích květů se vyvinou plody, žaludy, jež bývají po jednom až třech k větvičce přisedlé nebo mají stopku asi 1,5 cm dlouhou. Jsou světle hnědé, 2 až 3 cm dlouhé a přirostlé k mělké půlkulaté číšce 0,5 až 1 cm hluboké a 1 až 2 cm široké. Číška, skrývající asi třetinu žaludu, má na povrchu nažloutlé či načervenalé šupiny s háčkovitými výrůstky.

## Rozmnožování
Žalud váží okolo 5 gramů, průměrný strom vyprodukuje žaludů 5 až 9 kg, v lese o rozloze 1 ha se sesbírá asi 1800 kg. Ve vlhkém prostředí vyklíčí žaludy brzy po opadu, životaschopnost si podrží nejpozději do následného vegetačního období. V přírodě se nové semenáče objevují brzy na jaře, jejich hluboko sahající kořínek roste velmi rychle, vývoj nadzemních částí ale probíhá poměrně pomalu, vysázené žaludy jsou často likvidovány hlodavci a semenáče zase spásají býložravci. Semenáče mají být pro svůj dlouhý kořínek vysázeny na trvalé stanoviště do dvou let věku.
Z pařezů pokácených zdravých stromů během tří let vyraší desítky nových výhonků, ze kterých se dají vypěstovat nové stromy. Neúspěšné bývají snahy o řízkování nebo roubování. Mladý strom ve věku do 30 let přirůstá na výšku ročně 30 až 60 cm, starší již jen okolo 30 cm ročně.

## Použití
Stromy rostoucí na otevřených místech zabírají velký prostor, mívají krátké kmeny s mohutnými křivými větvemi a do široka zaoblené koruny, s výjimkou paliva nejsou příliš vhodné pro komerční využívání. Naproti tomu pěstované v lese mívají štíhlé a rovné kmeny, tenké boční větve a úzké koruny. Obvykle se těží ve věku 70 až 90 let.
Dřevo je bělavé až světle hnědé, jádro je nažloutlé, šedohnědé, často s mírně nazelenalým nádechem, suché nemá žádnou vůni. Má objemovou hustotu (hmotnost) až 0,75 kg/m³, vysokou pevnost v tlaku, tahu i smyku, je odolné vůči otěru. Používá se pro podlahové krytiny, interiérové obklady, nábytek, zemědělské nářadí, železniční pražce, výrobu dýh i ke stavbě lodí, je neprodyšné pro tekutiny a proto se používá pro zhotovení sudů na víno, odolává hnilobě a stavějí se z něj dřevěné ploty. Dá se brousit a leštit, dobře se i lepí, způsobuje však rychle opotřebení obráběcích nástrojů. Pro vysokou výhřevnost a hoření bez kouře je považováno za jedno z nejlepších dříví na palivo, k čemuž je také nejčastěji využíváno. Pro použití na řezivo slouží kmeny hrubší než 20 cm, tenčí se štěpkují na topivo nebo k výrobě buničiny.
Žaludy obsahují mnoho tříslovin a proto nejsou pro lidí vhodné k přímé konzumaci, Indiáni je před jídlem namáčeli přes zimu ve vodě. Jsou však výživnou stravou pro domácí zvířata, hlavně prasata. Listy obsahují průměrně 10 % bílkovin a v případě nedostatku slouží jako píce pro ovce a dobytek. Porost dubu oregonského je vhodný pro růst lanýžů (Tuber melanosporum), několik dubových lesú bylo za tímto účelem vysázeno v jižní Evropě.